# Aterpogon cyrtopogonoides
Aterpogon cyrtopogonoides är en tvåvingeart som beskrevs av Hardy 1930. Aterpogon cyrtopogonoides ingår i släktet Aterpogon och familjen rovflugor. Inga underarter finns listade i Catalogue of Life.